# Afroarctia bergeri
Afroarctia bergeri là một loài bướm đêm thuộc phân họ Arctiinae, họ Erebidae.